# Paillart
Pour l’article ayant un titre homophone, voir Paillard.
Paillart est une commune française située dans le département de l'Oise en région Hauts-de-France.

## Géographie
Paillart se situe à 4 km de Breteuil, et à 30 km de Beauvais et d'Amiens. La commune est traversée par le méridien de Paris, matérialisé par la méridienne verte.
| Hallivillers Somme | La Faloise Somme | Folleville Somme   |
| Bonneuil-les-Eaux  | Paillart         |                    |
| Esquennoy          | Breteuil         | Rouvroy-les-Merles |

### Hydrographie

#### Réseau hydrographique
La commune est située dans le bassin Artois-Picardie. Elle est drainée par la Noye, la rivière de Rouvroy, la Ferme et un autre petit cours d'eau.
La Noye, d'une longueur de 33 km, prend sa source dans la commune de Vendeuil-Caply et se jette  dans l'Avre à Boves, après avoir traversé 13 communes. 

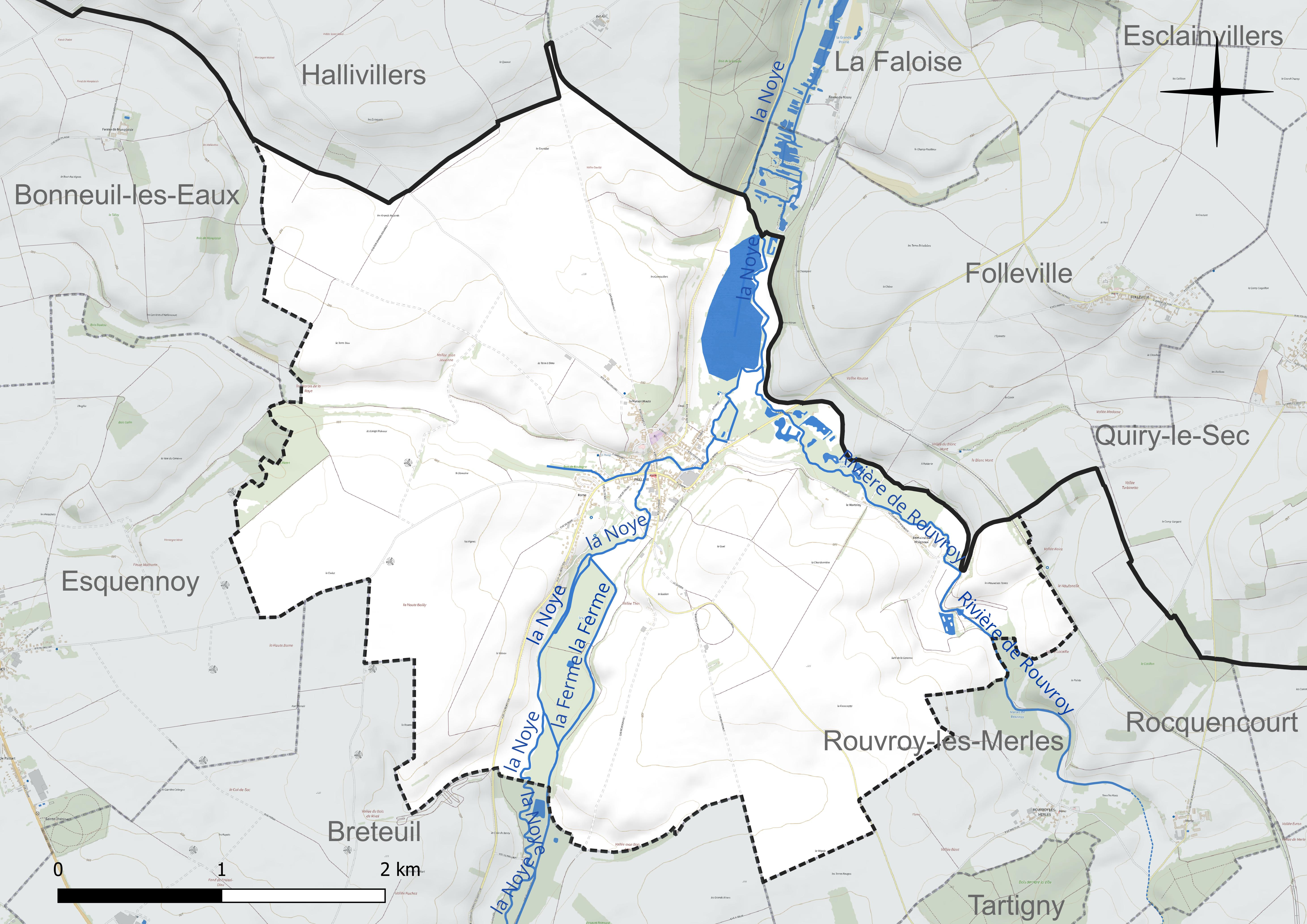
Réseau hydrographique de Paillart.

La 0, d'une longueur de 4 km, prend sa source dans la commune de Michelbach-le-Haut et se jette  dans 0 à Bartenheim, après avoir traversé 0 communes. 

#### Gestion et qualité des eaux
Le territoire communal est couvert par le schéma d'aménagement et de gestion des eaux (SAGE) « Sensée ». Ce document de planification concerne un territoire de 1 835 km2 de superficie, délimité par le bassin versant de la Somme canalisée. Le périmètre a été arrêté le 29 avril 2010 et le SAGE proprement dit a été approuvé le 6 août 2019. La structure porteuse de l'élaboration et de la mise en œuvre est le syndicat mixte d'aménagement hydraulique du bassin versant de la Somme (AMEVA). 
La qualité des cours d'eau peut être consultée sur un site dédié géré par les agences de l'eau et l'Agence française pour la biodiversité. 

### Climat
Pour des articles plus généraux, voir Climat des Hauts-de-France et Climat de l'Oise.
En 2010, le climat de la commune est de type climat océanique dégradé des plaines du Centre et du Nord, selon une étude du CNRS s'appuyant sur une série de données couvrant la période 1971-2000. En 2020, Météo-France publie une typologie des climats de la France métropolitaine dans laquelle la commune est exposée à un climat océanique et est dans la région climatique  Nord-est du bassin Parisien, caractérisée par un ensoleillement médiocre, une pluviométrie moyenne régulièrement répartie au cours de l'année et un hiver froid (3 °C). 
Pour la période 1971-2000, la température annuelle moyenne est de 10,5 °C, avec une amplitude thermique annuelle de 14,1 °C. Le cumul annuel moyen de précipitations est de 677 mm, avec 11,1 jours de précipitations en janvier et 8 jours en juillet. Pour la période 1991-2020, la température moyenne annuelle observée sur la station météorologique la plus proche, située sur la commune de Rouvroy-les-Merles à 3 km à vol d'oiseau, est de 10,7 °C et le cumul annuel moyen de précipitations est de 647,9 mm,. Pour l'avenir, les paramètres climatiques de la commune estimés pour 2050 selon différents scénarios d'émission de gaz à effet de serre sont consultables sur un site dédié publié par Météo-France en novembre 2022.
| Mois                                  | jan.           | fév.           | mars           | avril         | mai           | juin          | jui.           | août           | sep.          | oct.          | nov.             | déc.           | année      |
| ------------------------------------- | -------------- | -------------- | -------------- | ------------- | ------------- | ------------- | -------------- | -------------- | ------------- | ------------- | ---------------- | -------------- | ---------- |
| Température minimale moyenne (°C)     | 1,2            | 1,1            | 2,6            | 3,9           | 7,2           | 10            | 12             | 12             | 9,5           | 7,3           | 4,2              | 1,8            | 6,1        |
| Température moyenne (°C)              | 3,9            | 4,4            | 7              | 9,5           | 12,9          | 16            | 18,2           | 18,2           | 15,1          | 11,5          | 7,2              | 4,4            | 10,7       |
| Température maximale moyenne (°C)     | 6,6            | 7,7            | 11,5           | 15,2          | 18,6          | 21,9          | 24,5           | 24,5           | 20,6          | 15,6          | 10,3             | 7              | 15,3       |
| Record de froid (°C) date du record   | −18,6 07.01.09 | −12,9 07.02.12 | −11,5 13.03.13 | −6,6 07.04.21 | −3,2 03.05.21 | −2 05.06.1991 | 2,3 04.07.1990 | 2,1 08.08.1990 | −1,3 30.09.18 | −6,2 28.10.03 | −10,8 24.11.1998 | −17,2 18.12.10 | −18,6 2009 |
| Record de chaleur (°C) date du record | 15,2 27.01.03  | 20 24.02.1990  | 24,3 31.03.21  | 27,1 19.04.18 | 30,8 27.05.05 | 36,4 18.06.22 | 41,5 25.07.19  | 39,7 06.08.03  | 34,7 08.09.23 | 29,2 01.10.11 | 20,1 01.11.14    | 17 07.12.00    | 41,5 2019  |
| Précipitations (mm)                   | 52,4           | 42,9           | 46,1           | 43,2          | 57,4          | 54,2          | 59,7           | 58,1           | 49,1          | 57,8          | 57,2             | 69,8           | 647,9      |

## Urbanisme

### Typologie
Au 1er janvier 2024, Paillart est catégorisée commune rurale à habitat dispersé, selon la nouvelle grille communale de densité à sept niveaux définie par l'Insee en 2022.
Elle est située hors unité urbaine. Par ailleurs la commune fait partie de l'aire d'attraction de Breteuil, dont elle est une commune de la couronne,. Cette aire, qui regroupe 5 communes, est catégorisée dans les aires de moins de 50 000 habitants,.

### Occupation des sols
L'occupation des sols de la commune, telle qu'elle ressort de la base de données européenne d'occupation biophysique des sols Corine Land Cover (CLC), est marquée par l'importance des territoires agricoles (87 % en 2018), une proportion sensiblement équivalente à celle de 1990 (87,3 %). La répartition détaillée en 2018 est la suivante : 
terres arables (85,5 %), forêts (6,3 %), zones humides intérieures (3,6 %), zones urbanisées (3,1 %), prairies (1,5 %). L'évolution de l'occupation des sols de la commune et de ses infrastructures peut être observée sur les différentes représentations cartographiques du territoire : la carte de Cassini (XVIIIe siècle), la carte d'état-major (1820-1866) et les cartes ou photos aériennes de l'IGN pour la période actuelle (1950 à aujourd'hui).

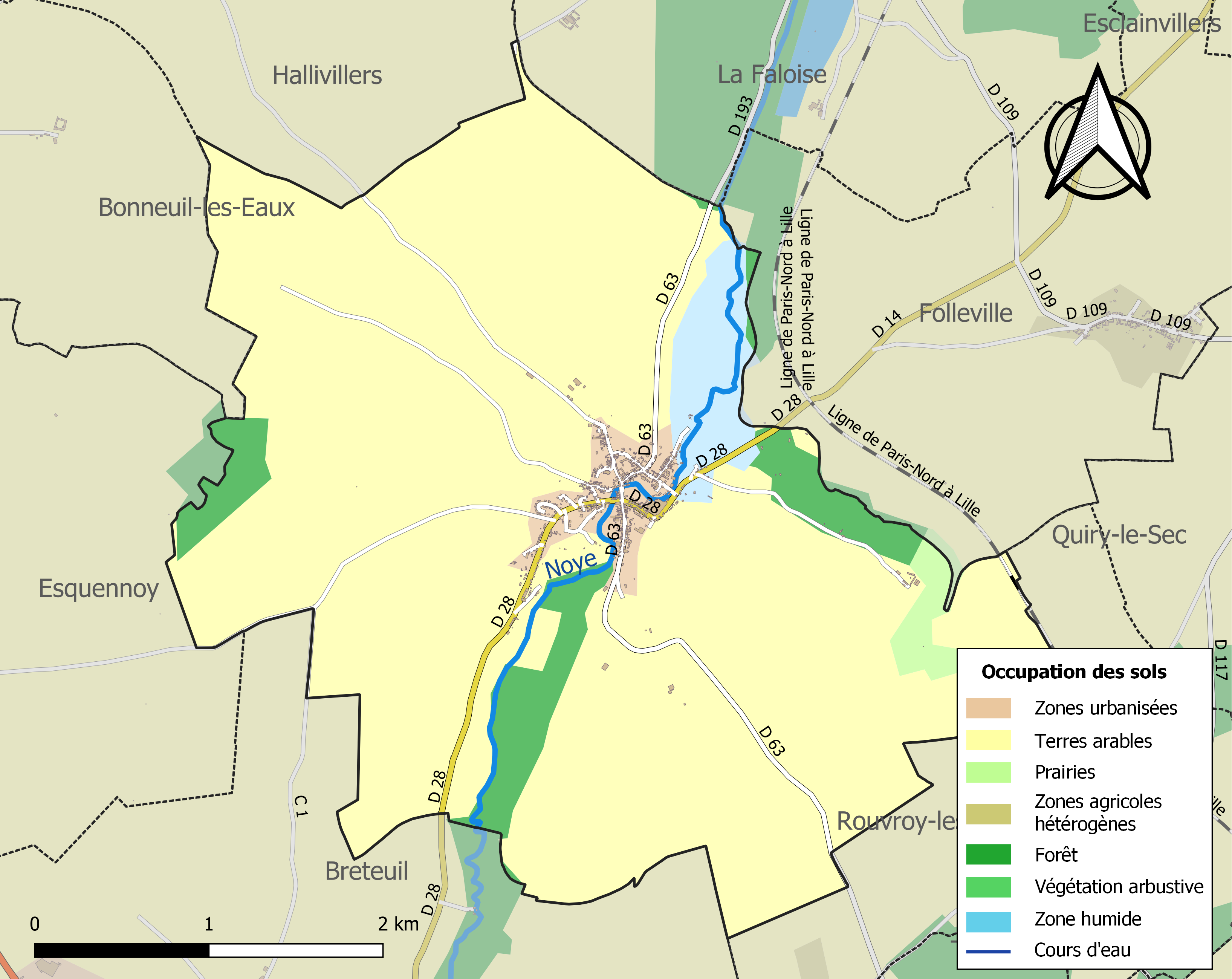
Carte des infrastructures et de l'occupation des sols de la commune en 2018 (CLC).

### Voies de communication et transports
La commune est desservie, en 2023, par les lignes 624, 6122, 6140 et 6304 du réseau interurbain de l'Oise.

## Toponymie
Le nom de la localité est attesté sous les formes Paliortus (822) ; Pallart (1164) ; Paillart (1168) ; Paillarth (1172) ; Paillardium (1177) ; Walterus de Paillard (1190) ; Palart (1195) ; in molendino de Paillardio (1196) ; apud Paillardum (1196) ; Paliardus (XIIe) ; de Paillardo (XIIe) ; de Pallardo (1207) ; Pallart (1219) ; Paleardus (1220) ; Paiglart (vers 1530) ; Paielart (vers 1530) ; Payart (vers 1530) ; Paillars (1667) ; Paillard (1669) ; Paillartz (XVIIIe).

Composé avec rito-, Paillart est sur la Noye, cours d'eau guéable par le croisement de deux voies romaines favorisé par des passages à gué. Peut-être du latin palea « paille » et -ó -ritum. De paille avec le suffixe d'appartenance -ard. En Picardie, on appelait paillart le lieu qui servait à emmagasiner la paille, et par extension une mauvaise chaumière.

## Histoire
La présence humaine est attestée à Paillart depuis au moins l'époque Romaine. Le croisement de deux voies de ce peuple est un élément favorable de cette présence. La voie Romaine Amiens – Beauvais, restaurée au VIe siècle par la Reine Brunehaut, d'où l'appellation Chaussée Brunehaut, traverse la commune du Nord au Sud. Une deuxième voie Romaine reliait Vendeuil-Caply à Paillart via le Chemin de Beauvais. La construction de ces voies vers cet emplacement a été favorisée par des passages à gué sur la Noye. Des découvertes ont même permis de remonter au-delà de l'époque romaine, c'est-à-dire plusieurs siècles avant Jésus-Christ. On nous décrit au moins une vingtaine de sites où ont été constatés des vestiges de l'époque protohistorique au haut Moyen âge soit pendant les Mérovingiens. Parmi ces sites un bon nombre de villas romaines, notamment aux lieux-dits, la Ferme, Les Vignes, La Vallée Jean-Jouanne, sur le site de la Chapelle Saint-Lugre, le Fief…
À la suite de la présence de ces peuplades, il n'y a pas beaucoup d'ombre dans l'Histoire de Paillart car une première mention apparait en 822.
Oppidum Paliortus en 870, ce qui pourrait déjà indiquer la présence d'un lieu fortifié. Les terres de Paillart faisaient partie du domaine de Corbie. L'époque féodale qui suit est assez riche en histoire et la seigneurie a appartenu à de puissantes familles. L'un des premiers seigneurs connus est Gauthier de Paillart qui donne aux religieux de Bellefontaine quelques biens avant de partir en croisade. Bellefontaine de Saint-Nicolas était un couvent sur le territoire de Paillart.
Des écrits datant de 1189 mentionnent le nom du village sous la dénomination Paliartus.
Au XIVe siècle, la seigneurie entre dans la maison de Coucy puis de Clermont-Nesle. Puis au XVIe siècle c'est la famille de Lannoy qui règne sur le territoire de Paillart. C'est à cette famille qu'est due la construction de l'église. Ce sont souvent les mariages qui apportent des terres d'un village dans d'autres familles, c'est ainsi qu'après les Lannoy, ce sont les Gondi puis au Duc de Retz et en 1644 chez les Monchi. En dernier lieu, les descendants de cette famille vendent le domaine, en 1757, à Charles Dumoulin.
La présence des marais a permis d'exploiter des tourbières.
D'importants souterrains ont été visités sous le village. Une maladrerie avec chapelle a existé à Paillart.
Avant 1900, Il y avait un moulin à vent et quatre moulins à eau pour la farine. Un de ces quatre moulins était très ancien et appartenait à la seigneurie du lieu donc à M. Dumoulin. C'était le plus important. Le moulin Quotry fut construit en 1793, par la famille Sellier. Le moulin du Pont-de-Moreuil fut bâti en 1791 par M.Portemer. Celui de Visigneux, fut construit en 1757. Il y avait aussi un moulin à huile appartenant aussi à M. Dumoulin.
Une tourbière. Des carrières
Une usine hydraulique à aiguiser.
Une papeterie fut établie, en 1775, à l'emplacement d'un moulin à foulon. Une usine de lacets créée en 1890, convertie en 1920, en usine de production de câbles électriques, aujourd'hui entreprise Nexans.

## Politique et administration

### Rattachements administratifs et électoraux
La commune se trouve dans l'arrondissement de Clermont du département de l'Oise. Pour l'élection des députés, elle fait partie de la première circonscription de l'Oise.
Elle faisait partie depuis 1793 du canton de Breteuil. Dans le cadre du redécoupage cantonal de 2014 en France, la commune rejoint le canton de Saint-Just-en-Chaussée.

### Intercommunalité
La commune faisait partie de la communauté de communes des Vallées de la Brèche et de la Noye créée fin 1992.
Dans le cadre des dispositions de la loi portant nouvelle organisation territoriale de la République (Loi NOTRe) du 7 août 2015, qui prévoit que les établissements publics de coopération intercommunale (EPCI) à fiscalité propre doivent avoir un minimum de 15 000 habitants, le préfet de l'Oise a publié en octobre 2015 un projet de nouveau schéma départemental de coopération intercommunale, qui prévoit la fusion de plusieurs intercommunalités, et notamment celle de Crèvecœur-le-Grand (CCC) et celle des Vallées de la Brèche et de la Noye (CCVBN), soit une intercommunalité de 61 communes pour une population totale de 27 196 habitants.
Après avis favorable de la majorité des conseils communautaires et municipaux concernés, cette intercommunalité dénommée communauté de communes de l'Oise picarde et dont la commune est désormais membre, est créée au 1er janvier 2017.

### Liste des maires
| Période                                  | Période                     | Identité     | Étiquette | Qualité                                                   |
| ---------------------------------------- | --------------------------- | ------------ | --------- | --------------------------------------------------------- |
| Les données manquantes sont à compléter. |                             |              |           |                                                           |
| 1983                                     | En cours (au 11 avril 2016) | René Leuwers |           | Chef d'entreprise retraité Réélu pour le mandat 2014-2020 |

## Population et société

### Démographie

#### Évolution démographique
L'évolution du nombre d'habitants est connue à travers les recensements de la population effectués dans la commune depuis 1793. Pour les communes de moins de 10 000 habitants, une enquête de recensement portant sur toute la population est réalisée tous les cinq ans, les populations de référence des années intermédiaires étant quant à elles estimées par interpolation ou extrapolation. Pour la commune, le premier recensement exhaustif entrant dans le cadre du nouveau dispositif a été réalisé en 2004.

En 2022, la commune comptait 572 habitants, en évolution de −1,89 % par rapport à 2016 (Oise : +0,87 %, France hors Mayotte : +2,11 %).
| 1793 | 1800 | 1806 | 1821 | 1831 | 1836 | 1841 | 1846 | 1851 |
| ---- | ---- | ---- | ---- | ---- | ---- | ---- | ---- | ---- |
| 725  | 686  | 779  | 650  | 718  | 765  | 773  | 763  | 722  |

| 1856 | 1861 | 1866 | 1872 | 1876 | 1881 | 1886 | 1891 | 1896 |
| ---- | ---- | ---- | ---- | ---- | ---- | ---- | ---- | ---- |
| 666  | 682  | 702  | 692  | 662  | 685  | 714  | 700  | 704  |

| 1901 | 1906 | 1911 | 1921 | 1926 | 1931 | 1936 | 1946 | 1954 |
| ---- | ---- | ---- | ---- | ---- | ---- | ---- | ---- | ---- |
| 657  | 659  | 635  | 596  | 614  | 573  | 543  | 566  | 573  |

| 1962 | 1968 | 1975 | 1982 | 1990 | 1999 | 2004 | 2006 | 2009 |
| ---- | ---- | ---- | ---- | ---- | ---- | ---- | ---- | ---- |
| 554  | 523  | 531  | 511  | 510  | 619  | 626  | 622  | 602  |

| 2014 | 2019 | 2022 | - | - | - | - | - | - |
| ---- | ---- | ---- | - | - | - | - | - | - |
| 589  | 575  | 572  | - | - | - | - | - | - |

#### Pyramide des âges
La population de la commune est relativement jeune.
En 2018, le taux de personnes d'un âge inférieur à 30 ans s'élève à 33,7 %, soit en dessous de la moyenne départementale (37,3 %). À l'inverse, le taux de personnes d'âge supérieur à 60 ans est de 27,4 % la même année, alors qu'il est de 22,8 % au niveau départemental.
En 2018, la commune comptait 277 hommes pour 301 femmes, soit un taux de 52,08 % de femmes, légèrement supérieur au taux départemental (51,11 %).
Les pyramides des âges de la commune et du département s'établissent comme suit.
| Hommes | Classe d’âge | Femmes |
| ------ | ------------ | ------ |
| 0,0    | 90 ou +      | 1,3    |
| 8,0    | 75-89 ans    | 7,4    |
| 16,7   | 60-74 ans    | 21,4   |
| 20,3   | 45-59 ans    | 19,4   |
| 21,4   | 30-44 ans    | 16,7   |
| 14,9   | 15-29 ans    | 14,0   |
| 18,8   | 0-14 ans     | 19,7   |

| Hommes | Classe d’âge | Femmes |
| ------ | ------------ | ------ |
| 0,5    | 90 ou +      | 1,4    |
| 5,5    | 75-89 ans    | 7,6    |
| 15,6   | 60-74 ans    | 16,3   |
| 20,8   | 45-59 ans    | 20     |
| 19,4   | 30-44 ans    | 19,4   |
| 17,6   | 15-29 ans    | 16,2   |
| 20,6   | 0-14 ans     | 19,1   |

## Économie
La ville abrite une usine du groupe Nexans.

## Culture locale et patrimoine

### Lieux et monuments
La commune possède un monument historique sur son territoire, l'église Saint-Denis (XVe et XVIe siècles) : datant majoritairement du XVIe siècle, elle possède un chœur polygonal voûté à nervures en pendentifs. Le clocher est latéral au chœur, le portail est de style Renaissance. L'église est classée monument historique depuis 1992.
|  |  |

On peut également noter les édifices suivants :
- Chapelle Notre-Dame-de-la-Bonne-Mort.
- Chapelle Saint-Lugle.
- Chapelle Saint-Sylvain, route du val de Noye.
- Façades de maisons à colombages du XVIe siècle, en face de l'église Saint-Denis.

### Héraldique
| Blason de Paillart | Blason  | Écartelé : au 1er d'azur à trois fleurs de lis d'or, au 2e d'argent au lion de gueules, au 3e d'argent à l'oiseau contourné, la tête tournée vers le chef regardant une araignée pendue à un fil mouvant du trait du coupé à senestre, le tout de sable, au 4e d'azur à l'épi de blé d'or posé en barre. |
| Blason de Paillart | Détails | Le statut officiel du blason reste à déterminer. |